# Astara (shahrestan)
Astara (persiska: شهرستان آستارا , Shahrestan-e Astara) är en Shahrestan, delprovins, i Iran. Den ligger i provinsen Gilan, i den nordvästra delen av landet. Huvudort är staden Astara. Delprovinsen hade 91 257 invånare 2016.